# Зонтичная кость
Зонтичная кость (также инволюкрум − involucrum) — специфическое утолщение медиальной стенки барабанной (тимпанической) кости, характерное для всех представителей китообразных, начиная с самых ранних их форм. Функционально, зонтичная кость представляет собой часть единого аппарата по улавливанию и проведению звуков окружающей среды посредством костной проводимости.

## Слух у наземных млекопитающих
Наземных млекопитающие принимают звуковые волны из среды с низкой плотностью (воздуха) и, соответственно, низким акустическим давлением. Преобразование звука в данном случае происходит благодаря барабанной перепонке, передающей колебания на систему рычагов из слуховых косточек на овальное окно улитки. Система рычагов и передача волны с большей площади (барабанная перепонка) на меньшую (овальное окно) призваны многократно усилить акустическое давление звуковой волны. Погружение же в воду делает данный механизм абсолютно не эффективным и даже опасным, так как высокое акустическое давление способно повредить органы слуха.

### Особенности восприятия звука у китообразных
Китообразные получили ряд ключевых адаптаций в системе слуха, связанных в первую очередь с переходом на костную проводимость, как основную. В среде, сопоставимой с плотностью тела, усиление звукового сигнала требуется в меньшей степени, при этом встаёт проблема стереофонии. Дайверам известно, что при погружении в воду определить направление источника звука становится затруднительным. Это связано с тем, что слуховой аппарат человека не изолирован от остального черепа и оба внутренних уха получают одинаковый сигнал от резонирующих в ответ на звук костей черепа, по костной проводимости. В ходе эволюции данную проблему удалось обойти, отделив слуховой аппарат от остального черепа.
Таким образом у китообразных появилась отдельная кость — периотическая, являющаяся гомологичной pars petrosa и pars tympanica височной кости. Если у наземных млекопитающих данные части соединены между собой синостозами, то у китообразных они не только отделены от остального черепа, но и изолированы звукопоглощающей тканью, представляющей собой эмульсию жира и воздуха. Внешнее ухо у них редуцировано а звук к внутреннему уху проходит через нижнюю челюсть. Звукопроводом в данном случае становится специальное жировое тело, расположенное в нижней челюсти и имеющее плотность, аналогичную среде. Жировое тело плотно прилегает к типанической пластинке — утончённой латеральной стенке барабанной (тимпанической) кости, приводя её стенки в движение. Звуковая волна распространяется на весь периотический комплекс, включая плотную и массивную зонтичную кость, которая выполняя роль камертона резонирует и модулирует звуковые волны, перенаправляя поступательные движения звуковой волны на тимпаническую пластинку во вращательные, таким образом, уменьшая акустическое давление и увеличивая её чувствительность. Далее сложное поступательно-вращательное движение передаётся на молоточек, плотно связанный со стенкой барабанной пластинки, и затем на систему плотных слуховых косточек, непосредственно на овальное окно.
Таким образом, зонтичная кость в составе комплекса других уникальных адаптаций, играет ключевую роль в модуляции звуковых волн у китообразных, полученных посредством костной проводимости.